# BRIT Awards 1989
La IX edizione dei BRIT Awards si tenne nel 1989. Lo show venne condotto da Mick Fleetwood & Samantha Fox.

## Vincitori
- Miglior registrazione di musica classica: George Frideric Handel - "The Messiah"
- Miglior video musicale: Michael Jackson - "Smooth Criminal"
- Miglior colonna sonora: "Buster"
- Album britannico: Fairground Attraction - "The First of a Million Kisses"
- Rivelazione britannica: Bros
- Cantante femminile britannica: Annie Lennox
- Gruppo britannico: Erasure
- Cantante maschile britannico: Phil Collins
- Singolo britannico: Fairground Attraction - "Perfect"
- Rivelazione internazionale: Tracy Chapman
- International female: Tracy Chapman
- Gruppo internazionale: U2
- Cantante internazionale: Michael Jackson
- Outstanding contribution: Cliff Richard